# Christian Friedrich Exner
Christian Friedrich Exner (Lampertswalde, 1718 – Dresda, 1798) è stato un architetto tedesco.
Barocco, dal 1760 al 1765 edificò il convento delle Giuseppine a Dresda, opera che lo consegnò alla Storia.